# Sellők (film)
A Sellők (eredeti cím: Mermaids) 1990-ben bemutatott amerikai filmvígjáték-dráma, melyet Richard Benjamin rendezett. A film alapjául Patty Dann amerikai írónő 1986-ban kiadott Mermaids című regénye szolgált. A főbb szerepekben Cher, Bob Hoskins, Winona Ryder, Michael Schoeffling és (első filmszerepében) Christina Ricci látható.
Az Amerikai Egyesült Államokban 1990. december 14-én bemutatott film összességében pozitív kritikákat kapott. Különösen Ryder alakítását dicsérték, akit legjobb női mellékszereplő kategóriában Golden Globe-díjra jelöltek.

## Cselekmény
Az 1960-as évek elején játszódó film főszereplője egy neurotikus tizenéves lány, aki nehéz természetű, elvált édesanyjával és kishúgával egy massachusettsi kisvárosba költözik.

## Szereplők
| Színész             | Szerep               | Magyar hang   |
| ------------------- | -------------------- | ------------- |
| Cher                | Rachel Flax          | Kiss Mari     |
| Bob Hoskins         | Louis "Lou" Landsky  | Koroknay Géza |
| Winona Ryder        | Charlotte Flax       | Somlai Edina  |
| Michael Schoeffling | Joseph "Joe" Poretti | Széles László |
| Christina Ricci     | Kate Flax            | Vadász Bea    |
| Caroline McWilliams | Carrie               |               |
| Jan Miner           | zárdafőnök           |               |
| Betsy Townsend      | Mary O'Brien         |               |
| Richard McElvain    | Mr. Crain            |               |
| Paula Plum          | Mrs. Crain           |               |

## Fordítás
- Ez a szócikk részben vagy egészben  a   Mermaids (1990 film) című angol Wikipédia-szócikk fordításán alapul.  Az eredeti cikk szerkesztőit annak laptörténete sorolja fel. Ez a jelzés csupán a megfogalmazás eredetét és a szerzői jogokat jelzi, nem szolgál a cikkben szereplő információk forrásmegjelöléseként.